# Dan Bricklin
Daniel Singer «Dan» Bricklin (16 de juliol de 1951, Pennsilvània, Estats Units) és el creador, juntament amb Bob Frankston, del que és considerat com el primer programa de full de càlcul modern: VisiCalc. Es va llicenciar en enginyeria elèctrica i informàtica per l'Institut Tecnològic de Massachusetts i en gestió empresarial per la Universitat Harvard. Va ser ell qui va introduir el concepte de Friend-to-friend.
També va fundar Software Garden, Inc., de la qual actualment és president, i Trellix. que va deixar el 2004. Actualment és el director de tecnologia d'Alpha Software.
El seu llibre, Bricklin on Technology, va ser publicat per Wiley el maig de 2009. Pel seu treball amb VisiCalc, Bricklin se sol conèixer com " el pare del full de càlcul ".

## Biografia
Bricklin va néixer a una família jueva a Filadèlfia, on va anar a l'Acadèmia Hebrea Akiba. Va començar la seva universitat com a matemàtiques, però aviat va passar a la informàtica. Va obtenir una llicenciatura en ciències en enginyeria elèctrica i informàtica per l'Institut Tecnològic de Massachusetts el 1973, on era resident a Bexley Hall.
En graduar-se al MIT, Bricklin va treballar per a Digital Equipment Corporation (DEC) on va formar part de l'equip que va treballar en WPS-8 fins al 1976, quan va començar a treballar per a FasFax, un fabricant de caixa registradora. El 1977, va tornar a l'educació, i va rebre un Màster en Administració d'Empreses a la Universitat Harvard el 1979.
Mentre era estudiant a la Harvard Business School, Bricklin va codesenvolupar VisiCalc el 1979, convertint-lo en el primer full de càlcul electrònic disponible per a ús domèstic i d'oficina. Funcionava en un ordinador Apple II i es considerava un programa de quarta generació. VisiCalc és àmpliament acreditat per impulsar el ràpid creixement de la indústria dels ordinadors personals. En lloc de fer projeccions financeres amb fulls de càlcul calculats manualment i haver de tornar a calcular amb cada cel·la del full, VisiCalc permetia a l'usuari canviar qualsevol cel·la i tornar a calcular automàticament tot el full. Això podria convertir 20 hores de treball en 15 minuts i permetre més creativitat.

## Carrera

### Programari Arts

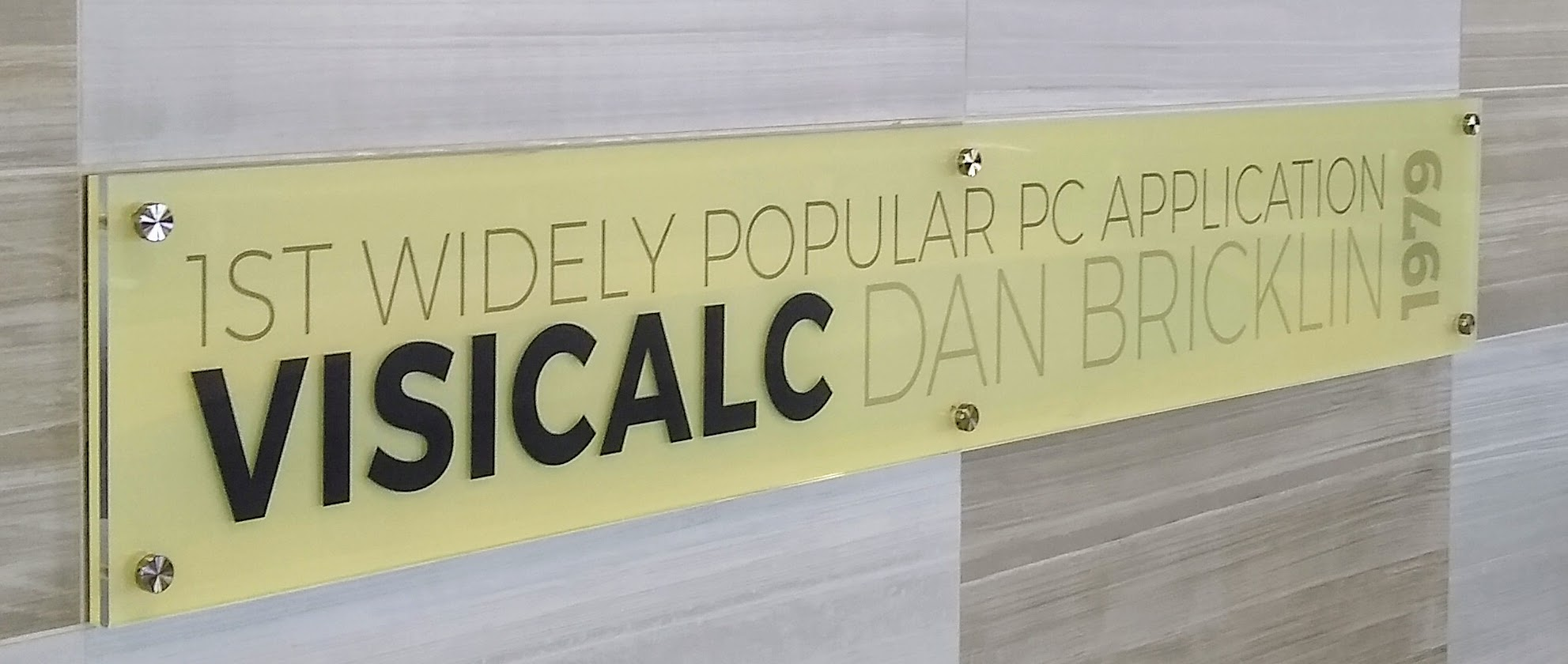
Una placa en honor a la contribució de Bricklin a Visicalc a l'Aeroport Logan de Boston.

El 1979, Bricklin i Frankston van fundar Software Arts, Inc., i van començar a vendre VisiCalc, a través d'una empresa separada anomenada VisiCorp. Juntament amb el cofundador Bob Frankston, va començar a escriure versions del programa per al Tandy TRS-80, Commodore PET i l'Atari 800. Poc després del seu llançament, VisiCalc es va convertir en un venedor ràpid a 100 dòlars.
Software Arts també va publicar TK/Solver i Spotlight, un organitzador d'escriptori per a l'ordinador personal d'IBM.
Bricklin va rebre el premi Grace Murray Hopper el 1981 per VisiCalc. Bricklin no podia patentar VisiCalc, ja que els programes de programari no eren elegibles per a la protecció de patents en aquell moment.
Bricklin va ser president de Software Arts fins al 1985, any en què Lotus va adquirir Software Arts. Va marxar i va fundar Software Garden.

### Software Garden
Dan Bricklin va fundar Software Garden, una petita empresa de consultoria i desenvolupadora d'aplicacions de programari, el 1985. L'objectiu de l'empresa era produir i comercialitzar el "Programa de demostració de Dan Bricklin". El programa va permetre als usuaris crear demostracions dels seus programes abans que fossin escrits, i també es va utilitzar per crear tutorials per a programes basats en Windows. Altres versions llançades poc després inclouen demo-it!. Va romandre president de l'empresa fins que va cofundar Slate Corporation el 1990. El 1992, es va convertir en el vicepresident de la corporació Slate amb seu a Phoenix i va desenvolupar At Hand, un full de càlcul basat en bolígrafs. Quan Slate va tancar el 1994, Bricklin va tornar a Software Garden. Dan Bricklin's Overall Viewer, descrit pel New York Times com "una manera visual de mostrar informació en programari basat en Windows" va ser llançat el novembre de 1994.

### TrellixCorporation
El 1995 Bricklin va fundar Trellix Corporation, anomenada per Trellix Site Builder.
Trellix va ser comprat per Interland (ara Web.com) el 2003, i Bricklin es va convertir en el cap de tecnologia d'Interland fins a principis de 2004.

### Treball actual
Bricklin continua exercint com a president de Software Garden, una petita empresa que desenvolupa i comercialitza eines de programari que crea, a més de proporcionar serveis de conferència i consultoria.
Va llançar Note Taker HD, una aplicació que integra notes escrites a mà a la tauleta iPad d'Apple.
També està desenvolupant wikiCalc, un full de càlcul bàsic col·laboratiu que funciona al web.
Actualment, és el director de tecnologia d’Alpha Software a Burlington, Massachusetts, una empresa que crea eines per desenvolupar fàcilment aplicacions empresarials mòbils multiplataforma.

## Afiliacions
El 1994, Bricklin va ser incorporat com a membre de l'Associació per a la Maquinària Informàtica. És un conseller fundador del Consell de Lideratge Tecnològic de Massachusetts i ha estat membre dels consells d'administració de la Software Publishers Association i de la Boston Computer Society.
Va ser escollit membre de l’Acadèmia Nacional d'Enginyeria el 2003 per la invenció i creació del full de càlcul electrònic.

## Premis
El 1981, Bricklin va rebre un premi Grace Murray Hopper per VisiCalc.
El 1996, Bricklin va ser guardonat per la IEEE Computer Society amb el Computer Entrepreneur Award per ser pioner en el desenvolupament i la comercialització del full de càlcul i els profunds canvis que va fomentar en els negocis i la indústria.
El 2003, Bricklin va rebre el premi Wharton Infosys Business Transformation Award per ser un líder del canvi tecnològic. Va ser reconegut per haver utilitzat la tecnologia de la informació d'una manera transformadora de la indústria. Ha rebut un Doctor Honoris Causa en Lletres Humanes pel Newbury College. També es va convertir en membre de l’Acadèmia Nacional d'Enginyeria.
El 2004, va ser nomenat membre del Museu d'Història de la Computació "per avançar en la utilitat dels ordinadors personals mitjançant el desenvolupament del full de càlcul electrònic VisiCalc".
Bricklin:
- va aparèixer al documental de 1996 Triumph of the Nerds, així com al documental de 2005 Aardvark'd: 12 Weeks with Geeks, en ambdós casos parlant del desenvolupament de VisiCalc.[17]
- va introduir el terme "Friend-to-Friend Networks" l'11 d'agost de 2000.[18]
- també va introduir el terme Tragèdia dels comuns més o menys a la mateixa època.[19]